# Cnidoscolus pubescens
Cnidoscolus pubescens är en törelväxtart som beskrevs av Johann Baptist Emanuel Pohl. Cnidoscolus pubescens ingår i släktet Cnidoscolus och familjen törelväxter. Inga underarter finns listade i Catalogue of Life.